# The Masqueraders (film 1915 Kirkwood)
The Masqueraders è un film muto del 1915 diretto da James Kirkwood. La sceneggiatura si basa sull'omonimo lavoro teatrale di Henry Arthur Jones andato in scena in prima a Londra il 28 aprile 1894. Prodotto dalla Famous Players Film Company e distribuito dalla Paramount, il film aveva come interpreti Hazel Dawn, Elliott Dexter, Frank Losee.

## Trama
Dulcie Larondie è costretta a lavorare come barista pur se appartiene a una famiglia aristocratica che, però, è ormai caduta in rovina. Anche se è amata da David Remon, uno studioso serio ma altrettanto povero, Dulcie - stanca di una vita di sacrifici - accetta la proposta di matrimonio di Brice Skene, un ricco baronetto che, a un'asta di beneficenza, ha offerto una cifra esorbitante per un suo bacio. Dopo il matrimonio, Dulcie scopre che Skene è dominato dal demone del gioco. Alcolizzato e dal carattere violento, in pochissimi anni riduce sul lastrico la famiglia, riuscendo a perdere tutto il proprio patrimonio. Dulcie, nel frattempo ha avuto un bambino. Una sera, a un ricevimento a cui partecipa anche David, lui umilia la moglie davanti a tutti. Sempre innamorato di Dulcie, David accetta allora di giocare a carte con Skene, mettendo come posta l'intero suo conto in banca mentre il suo avversario, che a questo punto non possiede niente altro, mette sul piatto Dulcie e il bambino. Skene perde ancora una volta. Ormai su una china tragica, l'uomo finirà ucciso da un ricattato vendicativo, lasciando vedova Dulcie, libera adesso di sposare l'uomo che ha sempre veramente amato.

## Produzione
La lavorazione del film, prodotto dalla Famous Players Film Company, iniziò a fine estate e si concluse nei primi giorni d'autunno del 1915.
Il dramma su cui si basa il film e che aveva debuttato in prima a Londra era stato un successo anche a Broadway, quando era rimasto in scena, con 120 repliche, da dicembre 1894 a marzo 1895, interpretato da Viola Allen, William Faversham e Henry Miller, tre degli attori più in voga dell'epoca.

## Distribuzione
Distribuito dalla Paramount, il film uscì nelle sale statunitensi il 20 ottobre 1915.
Non si conoscono copie ancora esistenti della pellicola che viene considerata presumibilmente perduta.